# Änkespindlar
Änkespindlar (Latrodectus) är ett släkte av giftiga spindlar som tillhör familjen klotspindlar. Det finns 31 arter, av vilka den svarta änkan troligen är den mest välkända.

## Arter
- Latrodectus antheratus, Paraguay, Argentina.
- Latrodectus apicalis, Galapagosöarna.
- Latrodectus bishopi, Florida.
- Latrodectus cinctus, södra Afrika, Kap Verde och Kuwait.
- Latrodectus corallinus, Argentina.
- Latrodectus curacaviensis, Sydamerika, Små Antillerna.
- Latrodectus dahli, Mellanöstern till Centralasien.
- Latrodectus diaguita, Argentina.
- Latrodectus elegans, Kina, Burma och Japan.
- Latrodectus erythromelas, Sri Lanka.
- Latrodectus geometricus, Afrika, USA, Sydamerika och Australien.
- Latrodectus hasselti, rödryggad spindel, ursprunglig för Australien, men förekommer även introducerad på Nya Zeeland och Japan.
- Latrodectus hesperus, västra Kanada, USA och Mexiko.
- Latrodectus hystrix, Jemen och Sokotra.
- Latrodectus indistinctus, Sydafrika och Namibia.
- Latrodectus karrooensis, Sydafrika.
- Latrodectus katipo, Nya Zeeland.
- Latrodectus lilianae, Iberiska halvön.
- Latrodectus mactans, svarta änkan. Förekommer i varma regioner av USA, men har även introducerats till andra platser.
- Latrodectus menavodi, Madagaskar.
- Latrodectus mirabilis, Argentina.
- Latrodectus obscurior, Kap Verde och Madagaskar.
- Latrodectus pallidus, norra Afrika, mellanöstern, södra Ryssland, Iran, Kap Verde.
- Latrodectus quartus, Argentina.
- Latrodectus revivensis, Israel.
- Latrodectus renivulvatus, Afrika, Saudiarabien och Yemen.
- Latrodectus rhodesiensis, Zimbabwe.
- Latrodectus tredecimguttatus, Medelhavsområdet, Centralasien, Kazakstan, västra Kina.
- Latrodectus variolus, sydöstligaste Kanada och söderut till norra Florida.
- Latrodectus variegatus, Chile och Argentina.